# St. Joseph (Hildesheim)

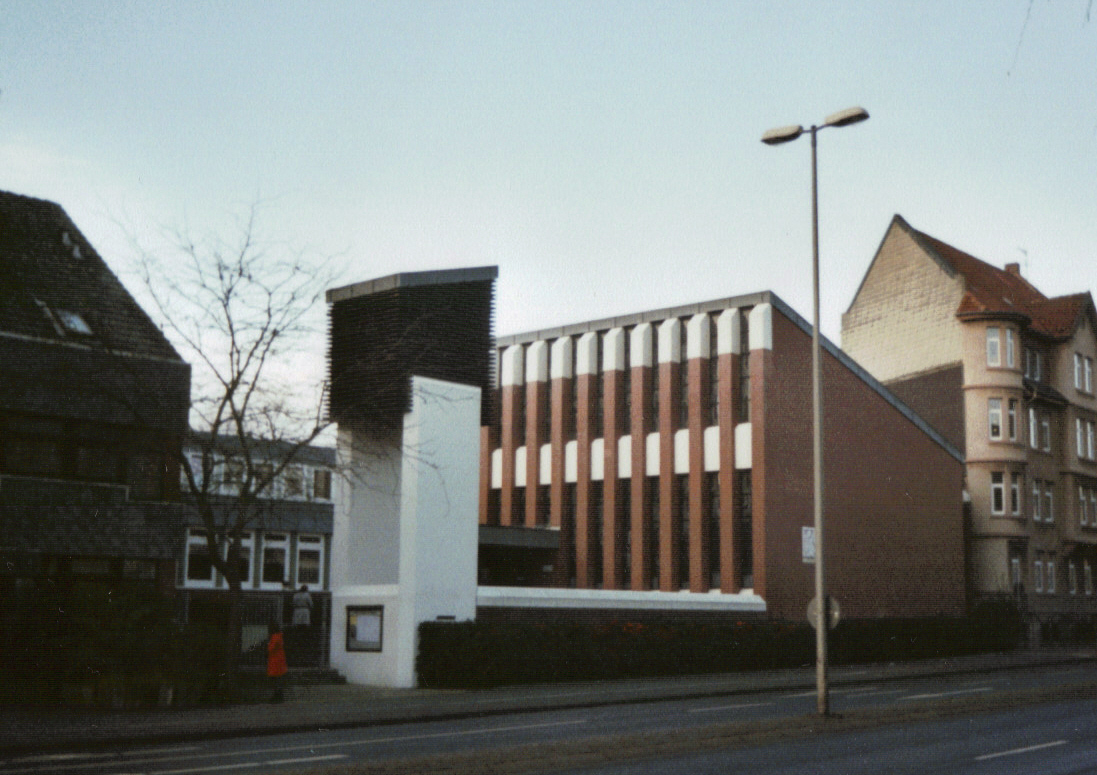
Außenansicht

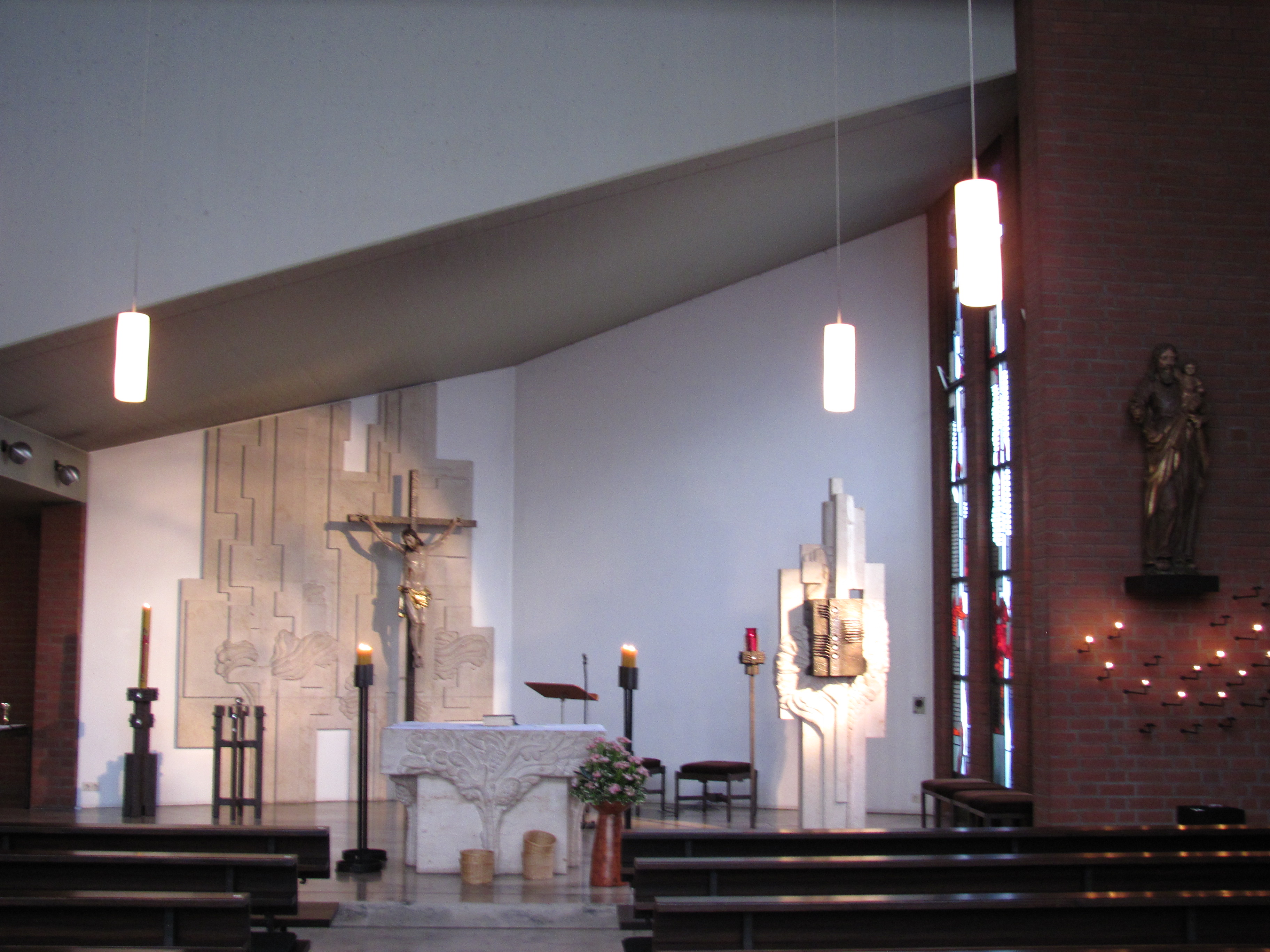
Innenansicht

St. Joseph ist eine katholische Kirche im Stadtteil Galgenberg der niedersächsischen Bischofsstadt Hildesheim. Die nach dem heiligen Josef von Nazaret benannte Kirche ist eine Filialkirche der Liebfrauenkirchengemeinde im Dekanat Hildesheim des Bistums Hildesheim.

## Lage
Die Kirche St. Joseph befindet sich südöstlich der Hildesheimer Innenstadt in der Marienburger Straße 135, zwischen den Einmündungen Mellingerstraße und Quedlinburger Straße, in rund 93 Meter Höhe über dem Meeresspiegel. Die Entfernung zum Marktplatz beträgt rund 2 km, während der Hildesheimer Hauptbahnhof etwa 3 km entfernt ist.
Mit öffentlichen Verkehrsmitteln ist die Kirche gut zu erreichen: Unweit von ihr halten die Stadtbuslinien 1 und 4 an der Haltestelle „Silberfundstraße“.

## Geschichte
Ab den 1870er Jahren dehnte sich die Stadt Hildesheim in der Gründerzeit auch nach Süden und Südosten aus. Das Stadtviertel Südstadt entstand, und immer mehr Menschen siedelten sich an den Hängen des Galgenberges und auf der Marienburger Höhe an. Die Katholiken unter ihnen gehörten anfangs zur Gemeinde der St. Godehardkirche. 1911 fanden bereits Gottesdienste im Kindergarten Körnerstraße statt. Als die Einwohnerzahl in den neuen Wohngebieten immer stärker anstieg, wurde nach dem Ersten Weltkrieg der Ruf nach einem eigenen Kirchengebäude für den Süden und Südosten Hildesheims laut.
Die katholische Kirche kaufte daher 1927 die Gebäude der ehemaligen 1889 erbauten Gaststätte „Tivoli“ an der Marienburger Straße 135 und ließ den früheren Tanzsaal zu einer Kirche umgestalten. Sie erhielt den Namen „St. Josephskirche“ und wurde am 22. Juli 1928 eingeweiht. Die neu geschaffene Gemeinde (Kuratie) hatte 1928 rund 1000 Mitglieder. Die Kirche war im Vergleich zu anderen Kirchen in Hildesheim relativ klein und schlicht, erhielt jedoch 1929 zwei Glocken und 1931 eine eigene Orgel. Am 1. April 1941 wurde die Kirchengemeinde St. Joseph eingerichtet, zuvor gehörte die Kirche zum Seelsorgebezirk St. Joseph der Pfarrei St. Godehard. Im Zweiten Weltkrieg entstanden im Gebiet der St. Josephsgemeinde nur sehr geringe Schäden, und das Kirchengebäude blieb unversehrt. Die Pfarrgemeinde hatte 1945 1923 Mitglieder, 1953 waren es etwa 3000 und 1964 fast 5200.
In den 1960er Jahren war das Kirchengebäude in einem schlechten Zustand, obwohl bereits in den 1950er Jahren verschiedene Sanierungsarbeiten erfolgt waren. Nach der Einweihung der Liebfrauenkirche auf der Marienburger Höhe 1964 wurde das Gebiet der Pfarrgemeinde 1965 geteilt. Zur St. Josephskirche gehörten nun rund 2600 Menschen. Eine weitere Sanierung erfolgte 1965, doch bereits 1970 war die Kirche wegen Baufälligkeit für einige Zeit nicht benutzbar. Trotz verschiedener Renovierungsarbeiten musste das Kirchengebäude 1976 wegen Einsturzgefahr endgültig geschlossen werden.
Im Oktober 1976 wurde mit dem Bau eines neuen Kirchengebäudes begonnen. Nach der Grundsteinlegung am 19. März 1977 wurde es am 17. Juni 1978 durch den damaligen Bischof Heinrich Maria Janssen eingeweiht. Am gleichen Tag wurde auch die Kirchengemeinde St. Joseph zur Pfarrei erhoben. 1979 erhielt die Kirche neue Glocken und 1984 eine neue Orgel.
Seit dem 1. November 2006 gehört die Kirche zur Pfarrei Liebfrauen, die Pfarrei St. Joseph wurde aufgelöst.
Am 25. März 2018 übertrug das ZDF live einen Fernsehgottesdienst zu Palmsonntag unter dem Titel Auf dem Weg nach Jerusalem aus der Hildesheimer St.-Josephs-Kirche.

## Architektur
Vor dem Kirchengebäude, das in Nordsüdrichtung errichtet ist, befindet sich eine Terrasse mit einem frei stehenden Glockenturm, hinter ihm Pfarrhaus und Kindergarten. Von der Marienburger Straße aus fällt außer dem Glockenturm die hohe Seitenwand aus roten Klinkern auf.
Im Innern der Kirche gibt es rund 200 Sitzplätze. Der relativ niedrige Altarraum befindet sich im Norden des Gebäudes, das Backsteinwände und eine hölzerne Decke hat. Durch ein auffallend großes Fenster an der östlichen Wand des Kirchengebäudes fällt sehr viel Licht in das Kircheninnere.
Einen reizvollen Kontrast zu dem modernen Inneren der Kirche bildet eine hölzerne Statue des hl. Josef, die um 1650 angefertigt wurde und sich etwas erhöht rechts vom Altarraum befindet.

## Weitere katholische Einrichtungen im Einzugsgebiet der Kirche
- St. Ansgar Kinder- und Jugendhilfe (mit 1962/63 errichteter Hauskapelle)[3]
- Kindergarten St. Joseph[4]
- Elisabeth-von-Rantzau-Schule (ehemalige Fachschule für Sozialpädagogik St. Ansgar)[5]